# Anticlea querulata
Anticlea querulata es una especie de polilla perteneciente a la familia Geometridae. La especie fue descrita por primera vez por Rudolf Püngeler habiendo sido descrita en 1904, con distribución en la República Popular China.

## Descripción
Es una polilla mediana, con una envergadura de 27 milímetros (1,1 plg). El ala anterior es gris ceniza con un ligero matiz parduzco, bordeado por una línea negra ligeramente curvada. Las alas posteriores son de color gris opaco, ligeramente más oscuras hacia el margen. La parte inferior de las alas anteriores es gris ceniza, la de las alas posteriores es más clara; todas las alas presentan centros finos y definidos y una línea oscura detrás; las alas anteriores presentan una mancha oscura en el margen anterior cerca de la base.